# Министр иностранных дел Кипра
Министр иностранных дел Кипра (греч. Υπουργείο Εξωτερικών της Κύπρου) — министерский пост в правительстве Кипра, который занимается иностранными делами Кипра. Пост в современном виде появился после провозглашения независимости Кипра в 1960 году. Нынешний министр иностранных дел — Иоаннис Касулидис.  

## Министры иностранных дел Кипра
- Спирос Киприану (16 августа 1960 — 15 июня 1972);
- Иоаннис Христофидес (16 июня 1972 — 8 марта 1978);
- Никос Роландис (3 марта 1978 — 21 сентября 1983);
- Георгиос Иакову (22 сентября 1983 — 27 февраля 1993);
- Алекос Михаилидис (28 февраля 1993 — 8 апреля 1997);
- Иоаннис Касулидис (9 апреля 1997 — 28 февраля 2003);
- Георгиос Иакову (1 марта 2003 — 12 июня 2006);
- Йоргос Лилликас (13 июня 2006 — 16 июля 2007);
- Эрато Козаку-Маркуллис (16 июля 2007 — 2 марта 2008);
- Маркос Киприану (3 марта 2008 — 5 августа 2011);
- Эрато Козаку-Маркуллис (5 августа 2011 — 1 марта 2013);
- Иоаннис Касулидис (1 марта 2013 — 13 февраля 2018);
- Никос Христодулидис (13 февраля 2018 — 11 января 2022);
- Иоаннис Касулидис (11 января 2022 — 28 февраля 2023).
- Константинос Комбос (1 марта 2023 — н. в.)